# Општина Завидовићи
Завидовићи су општина у Федерацији БиХ. Припада Зеничко-добојском кантону. Сједиште општине је у Завидовићима.

## Становништво
По посљедњем службеном попису становништва из 1991. године, општина Завидовићи је имала 57.164 становника, распоређених у 55 насељених мјеста.
| Националност       | 1991.           | 1981.           | 1971.           |
| Муслимани          | 34.198 (59,82%) | 29.289 (56,47%) | 24.803 (56,34%) |
| Срби               | 11.640 (20,36%) | 11.202 (21,60%) | 11.031 (25,06%) |
| Хрвати             | 7.576 (13,25%)  | 7.451 (14,36%)  | 7.457 (16,94%)  |
| Југословени        | 2.726 (4,76%)   | 3.088 (5,95%)   | 353 (0,80%)     |
| остали и непознато | 1.024 (1,79%)   | 831 (1,60%)     | 374 (0,84%)     |
| Укупно             | 57.164          | 51.861          | 44.018          |

## Насељена мјеста
Алићи, Бајвати, Биљачићи, Боровница, Бранковићи, Црњево, Чардак, Чиновићи, Дебело Брдо, Дишица, Долац, Долина, Доња Ловница, Доњи Јунузовићи, Доњи Луг, Драговац, Дубравица, Џебе, Гаре, Горња Ловница, Горње Село, Горњи Јунузовићи, Горњи Луг, Гостовићи, Хајдеровићи, Хрге, Каменица, Карачић, Криваја, Кућице, Лијевча, Махоје, Мајдан, Миљевићи, Митровићи, Мустајбашићи, Осјечани, Осова, Перовићи, Подволујак, Потклече, Предражићи, Прилук, Рибница (дио), Риџали, Рујница, Скрозе, Суха, Свињашница, Виниште, Возућа, Врбица, Вукмановићи, Вуковине и Завидовићи.